# Ardentes
Ardentes település Franciaországban, Indre megyében. Lakosainak száma 3747 fő (2022. január 1.). Ardentes Étrechet, Jeu-les-Bois, Mâron, Mers-sur-Indre, Le Poinçonnet és Sassierges-Saint-Germain községekkel határos.

## Népesség
A település népességének változása:
| Lakosok száma | 2720 | 3269 | 3511 | 3582 | 3859 | 3872 | 3860 | 3850 | 3825 | 3747 |
|               | 1968 | 1982 | 1990 | 2006 | 2013 | 2015 | 2017 | 2019 | 2020 | 2022 |